# Tour der französischen Rugby-Union-Nationalmannschaft nach Südafrika 1993
| Tour der Franzosen nach Südafrika 1993 | Tour der Franzosen nach Südafrika 1993 | Tour der Franzosen nach Südafrika 1993 | Tour der Franzosen nach Südafrika 1993 | Tour der Franzosen nach Südafrika 1993 |
| Übersicht                              | S                                      | G                                      | U                                      | N                                      |
| -------------------------------------- | -------------------------------------- | -------------------------------------- | -------------------------------------- | -------------------------------------- |
| Test Matches                           | 2                                      | 1                                      | 1                                      | 0                                      |
| Sonstige Spiele                        | 6                                      | 3                                      | 1                                      | 2                                      |
| Gesamt                                 | 8                                      | 4                                      | 2                                      | 2                                      |
|                                        |                                        |                                        |                                        |                                        |
| Südafrika                              | 2                                      | 1                                      | 1                                      | 0                                      |

Die Tour der französischen Rugby-Union-Nationalmannschaft nach Südafrika 1993 umfasste eine Reihe von Freundschaftsspielen der französischen Rugby-Union-Nationalmannschaft. Erstmals seit der Aufhebung der Apartheid reiste sie von Anfang Juni bis Anfang Juli 1993 durch Südafrika und bestritt während dieser Zeit acht Spiele. Darunter waren zwei Test Matches gegen die südafrikanische Nationalmannschaft, die mit einem Sieg und einem Unentschieden endeten. Hinzu kamen sechs Partien gegen regionale Auswahlteams, bei denen drei Siege, ein Unentschieden und zwei Niederlagen resultierten.
Überschattet wurde die Tournee wurde durch eine schwere Gesichtsverletzung des Kapitäns Jean-François Tordo, als Garry Pagel ihm im Spiel gegen die Western Province ins Gesicht trat; Tordo musste daraufhin mit 50 Stichen genäht und operiert werden.

## Spielplan
- Hintergrundfarbe grün = Sieg
- Hintergrundfarbe gelb = Unentschieden
- Hintergrundfarbe rot = Niederlage

(Test Matches sind grau unterlegt; Ergebnisse aus der Sicht Frankreichs)
| # | Datum         | Gegner             | Ort            | Stadion                 | Ergebnis |
| - | ------------- | ------------------ | -------------- | ----------------------- | -------- |
| 1 | 09. Juni 1993 | Eastern Province   | Port Elizabeth | Boet Erasmus Stadium    | 18:8     |
| 2 | 12. Juni 1993 | Western Province   | Kapstadt       | Newlands Stadium        | 12:6     |
| 3 | 15. Juni 1993 | Südafrika B        | East London    | Basil Kenyon Stadium    | 22:35    |
| 4 | 19. Juni 1993 | Orange Free State  | Bloemfontein   | Free State Stadium      | 22:22    |
| 5 | 22. Juni 1993 | Northern Transvaal | Pretoria       | Loftus Versfeld Stadium | 19:38    |
| 6 | 26. Juni 1993 | Südafrika          | Durban         | Kings Park Stadium      | 20:20    |
| 7 | 29. Juni 1993 | Development XV     | Welkom         | North West Stadium      | 38:13    |
| 8 | 03. Juli 1993 | Südafrika          | Johannesburg   | Ellis Park Stadium      | 18:17    |

## Test Matches
| 26. Juni 1993 | Südafrika                                       | 20 : 20         | Frankreich                                                              | Kings Park Stadium, Durban Zuschauer: 45.000 Schiedsrichter: Stephen Hilditch (Irland) |
| 26. Juni 1993 | Versuche: Schmidt Straftritte: van Rensburg (5) | (11:14) Bericht | Versuche: Saint-André Straftritte: Lacroix (3) Dropgoals: Hueber Penaud | Kings Park Stadium, Durban Zuschauer: 45.000 Schiedsrichter: Stephen Hilditch (Irland) |

Aufstellungen:
- Südafrika: Keith Andrews, Robert du Preez, Heinrich Fuls, Willie Hills, Hennie le Roux, Ian Macdonald, Pieter Muller, Jacques Olivier, Francois Pienaar , Uli Schmidt, James Small, Tiaan Strauss, Theo van Rensburg, Rudi Visagie, Kobus Wiese
- Frankreich: Louis Armary, Philippe Benetton, Philippe Bernat-Salles, Laurent Cabannes, Marc Cécillon, Jean-Michel Gonzalez, Stéphane Graou, Aubin Hueber, Thierry Lacroix, Olivier Merle, Alain Penaud, Olivier Roumat , Jean-Luc Sadourny, Philippe Saint-André, Philippe Sella 
 Auswechselspieler: Olivier Campan

| 3. Juli 1993 | Südafrika                                     | 17 : 18       | Frankreich                                         | Ellis Park Stadium, Johannesburg Zuschauer: 60.000 Schiedsrichter: Ed Morrison (England) |
| 3. Juli 1993 | Versuche: Small Straftritte: van Rensburg (4) | (8:9) Bericht | Straftritte: Lacroix (4) Dropgoals: Lacroix Penaud | Ellis Park Stadium, Johannesburg Zuschauer: 60.000 Schiedsrichter: Ed Morrison (England) |

Aufstellungen:
- Südafrika: Keith Andrews, Robert du Preez, Willie Hills, Heinrich Fuls, Hennie le Roux, Deon Lotter, Pieter Muller, Jacques Olivier, Francois Pienaar , Uli Schmidt, James Small, Tiaan Strauss, Hannes Strydom, Theo van Rensburg, Nico Wegner 
 Auswechselspieler: Johann Styger
- Frankreich: Louis Armary, Philippe Benetton, Philippe Bernat-Salles, Laurent Cabannes, Marc Cécillon, Jean-Michel Gonzalez, Aubin Hueber, Stéphane Graou, Thierry Lacroix, Olivier Merle, Alain Penaud, Olivier Roumat , Jean-Luc Sadourny, Philippe Saint-André, Philippe Sella 
 Auswechselspieler: Olivier Campan